# Carcharodus lavatherae
Carcharodus lavatherae este o specie de fluture din familia Hesperiidae. Este întâlnită din Germania centrală până în Africa de Nord și din sud-estul Franței până în Anatolia.

## Descriere
Anvergura este de 28–34 mm. Adulții zboară între lunile mai și iulie, depinzând de locație.
Larvele au fost observate hrănindu-se cu speciile Stachys recta și Sideritis scordioides în sudul Europei.